# Марьяновка (Новосибирская область)
Марьяновка — деревня в Купинском районе Новосибирской области России. Входила в состав Новоключевского сельсовета. Упразднена в 1981 году.

## География
Располагалась в 7 км (по прямой) к северо-западу от центра сельского поселения села Новоключи.

## История
В 1928 году посёлок Марьяновский состоял из 48 хозяйств. В административном отношении входил в состав Петровского сельсовета Купинского района Барабинского округа Сибирского края.
В годы коллективизации в деревне был образован колхоз «Красный трудовик». В 1951 году колхоз вошел в состав укрупненного колхоза имени Ленина села Новоключи. Исключена из учётных данных решение Новосибирского облсовета народных депутатов № 419 от 11.06.1981 года.

## Население
В 1926 году в посёлке проживало 253 человека (121 мужчина и 132 женщины), основное население — украинцы.